# Forstfeld (Kassel)
Forstfeld ist einer von 23 Stadtteilen in Kassel (Nordhessen, Deutschland). Der Stadtteil wird nördlich begrenzt von Bettenhausen, südöstlich durch die A 7 beziehungsweise den Stadtteilen Papierfabrik von Kaufungen und Ochshausen von Lohfelden und südwestlich durch Waldau. Durch den Stadtteil fließt südwestlich der Wahlebach (Ortsteilgrenze zu Waldau).

## Geschichte
Forstfeld als eigenständiger Stadtteil besteht seit 1958, als Kassel in 23 Stadtteile eingeteilt wurde, davor war er ein Teil von Waldau (Waldau-Siedlungen). Die Bebauung dieses Teils des „Kasseler Forstes“ begann im Jahr 1916, als in der heutigen Steinigkstraße (ehemals General-Emmich-Straße) Arbeiterwohnungen für die an der heutigen Lilienthalstraße entstehende Munitionsfabrik erstellt wurden. Hier sollte nach den Plänen des Architekten Paul Schmitthenner die „Gartenstadt Forstfeld bei Cassel“ entsprechend der Gartenstadt Staaken in Berlin entstehen. Der Kriegsausgang 1918 verhinderte die Verwirklichung dieser Pläne. Zu der Zeit entstand im Westen Ochshausens (sogenanntes Kasseler Tor) ein Siedlungsgebiet für schließlich 40 Bauwillige, die ihre Häuser weitgehend in Eigenarbeit bauten. Auf Kasseler Gebiet wurde 1932 die Erlenfeldsiedlung als Nebenerwerbssiedlung zwischen Wahlebach und Eibenweg auf ähnliche Weise erstellt. 1936, nach dem Bau der Autobahn, wurde das Ochshäuser Gebiet westlich der Autobahn nach Kassel eingemeindet und die Häuser der Erlenfeldsiedlung zugeordnet. 1934 begannen die Bauarbeiten zur Lindenbergsiedlung als Nebenerwerbssiedlung, 1936 entstand die Fieseler-Siedlung als Werkssiedlung der Gerhard-Fieseler-Flugzeugwerke, nach 1945 erhielt sie die Bezeichnung „Forstfeld-Siedlung“. Ab 1938 entstand nördlich der Ochshäuser Straße die sogenannte Städtische Siedlung mit 462 sogenannten „Volkswohnungen“ für „minderbemittelte Volksgenossen“. Die Straßen wurden nach Begriffen aus den ehemaligen afrikanischen Kolonien benannt, darum wurde diese Siedlung im Volksmund als „Afrika-Siedlung“ oder „Die Afrika“ bezeichnet. 1958 wurden 56 Siedlerstellen der Flüchtlingssiedlung „Lindenberg II“ auf dem Lindenberg in Autobahnnähe bezugsfertig.
Die Firma Junkers Flugzeug- und Motorenwerke (Lilienthalstraße) hatte Anfang der 1940er Jahre am Forstbachweg ein Lager mit Steinbaracken für Werksangehörige und ein Zwangsarbeiterlager auf dem Gelände der heutigen Grundschule und der Kirche errichtet. Nach dem Krieg wurden in den Werkswohnungen von der UNESCO zirka 1000 Letten und Esten (Displaced Persons) zusammengezogen, um sie für eine Rückkehr oder Auswanderung vorzubereiten – daraus entstand im Volksmund der Name „Lettenlager“. Später wurden aus dem Lager wieder Wohnungen, die Anfang der 70er-Jahre abgerissen wurden, auf dem Gelände entstanden dann 421 Wohnungen der Gemeinnützigen Wohnungsbaugesellschaft Kassel (GWG), die heutige Heinrich-Steul-Siedlung.
Das Gebiet zwischen Forstbachweg, Eibenweg, Autobahn und Waldkappeler Bahn (mit den Lindenberg-Siedlungen) wurde erst 1997 nach einer Volksbefragung dem Stadtteil Forstfeld zugeschlagen, es hatte bis dahin zu Bettenhausen gehört.

## Politik
Ab 1958 kümmerte sich ein Verwaltungsausschuss um die Belange des Stadtteils, seit 1981 ein direkt gewählter Ortsbeirat, der aus neun Mitgliedern besteht. Frühere Ortsvorsteher waren 21 Jahre lang Falk Urlen, vier Jahre lang Waltraud Maßmann und vier Jahre lang Hannelore Diederich. Seit Juli 2010 ist Brigitte Ledderhose Ortsvorsteherin.

### Ortsbeiratswahl
Die Wahlbeteiligung bei der Ortsbeiratswahl 2021 lag bei 29,6 %.
| Ortsbeiratswahl Forstfeld 2021Wahlbeteiligung: 29,6 % 6050403020100 59,5 %28,9 %11,6 % SPDGrüneCDUGewinne und Verlusteim Vergleich zu 2016 %p 8 6 4 2 0 −2 −4 −6 −8−7,8 %p+7,0 %p+0,8 %pSPDGrüneCDU | Sitzverteilung im Ortsbeirat Forstfeld 2021Insgesamt 9 Sitze - SPD: 5 - Grüne: 3 - CDU: 1 |

### Wahlen im Stadtteil
| Jahr | Wahl                        | Wbt.  | AfD  | SPD  | CDU  | Linke | BSW | Grüne | FDP | FW  | Sonst. |
| ---- | --------------------------- | ----- | ---- | ---- | ---- | ----- | --- | ----- | --- | --- | ------ |
| 2025 | Bundestagswahl              | 70,0  | 25,6 | 24,3 | 17,7 | 10,6  | 8,3 | 6,8   | 2,9 | 0,8 | 3,1    |
| 2024 | Europawahl                  | 44,9  | 21,4 | 23,1 | 21,4 | 3,0   | 7,9 | 6,7   | 3,1 | 1,4 | 12,0   |
| 2023 | Landtagswahl                | 49,0  | 29,7 | 22,0 | 23,5 | 5,6   | —   | 8,6   | 3,2 | 2,3 | 5,1    |
| 2021 | Bundestagswahl              | 57,3  | 12,6 | 37,8 | 16,4 | 6,3   | —   | 10,1  | 8,3 | 1,3 | 7,2    |
| 2021 | Ortsbeirat                  | 29,6  | —    | 59,5 | 11,6 | —     | —   | 28,9  | —   | —   | —      |
| 2021 | Stadtverordnetenversammlung | 29,6  | 13,4 | 35,3 | 20,9 | 6,2   | —   | 14,9  | 4,1 | 2,5 | 2,61   |
| 2016 | Ortsbeirat                  | 33,0  | —    | 67,3 | 10,8 | —     | —   | 21,9  | —   | —   | —      |
| 2016 | Stadtverordnetenversammlung | 32,8  | 21,7 | 37,3 | 18,9 | 6,9   | —   | 7,9   | 3,3 | 2,9 | 1,12   |
| 2011 | Ortsbeirat                  | 32,6  | —    | 60,7 | 24,4 | —     | —   | 14,9  | —   | —   | —      |
| 2011 | Stadtverordnetenversammlung | 32,5  | —    | 53,3 | 22,3 | 5,6   | —   | 12,2  | 1,3 | 2,2 | 3,23   |
| 2006 | Ortsbeirat                  | 29,1  | —    | 65,9 | 25,9 | —     | —   | 5,8   | 2,4 | —   | —      |
| 2001 | Ortsbeirat                  | k. A. | —    | 60,6 | 28,3 | —     | —   | 7,4   | 3,7 | —   | —      |

Fußnoten
1 2021: zusätzlich: Bienen: 1,7 %; PARTEI: 0,9 %

2 2016: zusätzlich: Piraten: 1,1 %

3 2011: zusätzlich: Piraten: 2,7 %; AUF-Kassel: 0,5 %